# Высочин, Спартак Леонидович
Спартак Леонидович Высочин (род. 30 апреля 1975, Киев, Украинская ССР, СССР) — украинский шахматист, гроссмейстер (2001), тренер.

## Биография
Окончил Киевский институт физкультуры.
Чемпион Украины среди юношей (1990, 1992).
Победитель Спартакиад Украины в составе сборной Киева (2004, 2008).
Участник четырёх клубных чемпионатов Украины: в 2004 году выиграл «серебро» в составе луганского «Донбасса», а в 2007, 2008 и 2009 годах первенствовал в составе команды «PVK KievChess».
В 2011 году выступал в клубном чемпионате России за липецкую команду «ЕГУ-Перспектива».
Победитель международного турнира во Львове (мемориал Василишина, 2010 г.).

## Изменения рейтинга
| Графики недоступны из-за технических проблем. См. информацию на Фабрикаторе и на mediawiki.org. |